# Trouville-la-Haule
Trouville-la-Haule è un comune francese di 771 abitanti situato nel dipartimento dell'Eure nella regione della Normandia.

## Società

### Evoluzione demografica
Abitanti censiti